# 常磐津節

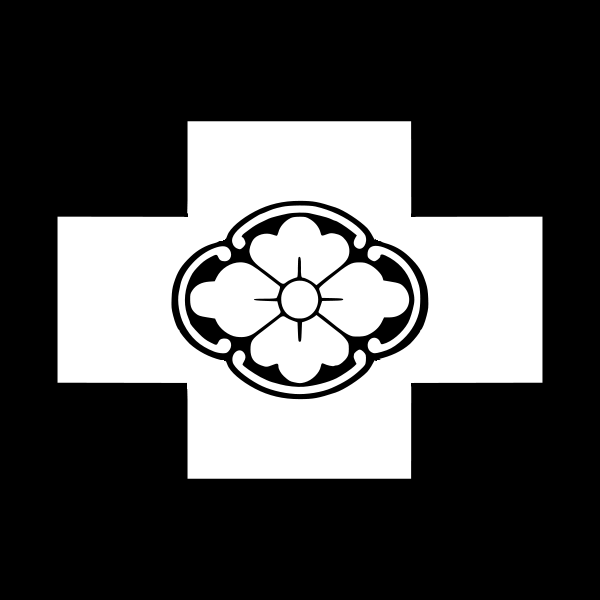
常磐津の流紋（定紋）『角木瓜』

常磐津の流紋（替紋）『松皮菱』

常磐津節（ときわづぶし）は、三味線音楽の一種。浄瑠璃を語る太夫と、三味線弾きで構成される。流派として常磐津と呼称される場合と、伝統芸能の１ジャンルとして常磐津（常磐津節）と呼称される場合があるが、一般的には同義として用いられている。また、芸能としての常磐津節は重要無形文化財に指定されている。
初代常磐津文字太夫（1709年-1781年）が、延享4年 (1747年) に、師匠であり養父の宮古路豊後掾と共に語った豊後節より創設した語り物の浄瑠璃の一つで、全盛期を迎えていた江戸歌舞伎とともに発展した。語りと歌との均衡が取れ、整然とまとめられた「オトシ」と呼ばれる独自の旋律技法を持ち、この特徴から常磐津節は劇付随音楽として歌舞伎など舞踊劇になくてはならない音曲といわれている。また、その劇性の高さから江戸時代の歌舞伎芝居では、一番目狂言（時代物）のクライマックスである大詰め（忍夜恋曲者・将門）、二番目狂言（世話物）のクライマックスである大切り（積恋雪関扉・関の扉）の所作浄瑠璃（切狂言・切浄瑠璃）を演奏することが多かった。
三味線方は、中棹の紅木三味線と象牙の撥（ばち）を用い、太夫の語りに合わせた絶妙な間合いで相方をつとめる。創流当初は佐々木市蔵などの佐々木姓、鳥羽屋里長などの鳥羽姓が見受けられるが、江戸時代を通して明治期に至るまで岸澤式佐を家元とする岸澤派が主流となる（現在は常磐津姓の三味線弾きが多数を占める）。また、歌舞伎出語りの時には、柿色の肩衣（かたぎぬ）、太夫は蛸足（たこあし）と呼ばれる独自の見台を用いるのが特色である。
太夫3人・三味線2人（二挺三枚）が江戸時代の床（常磐津出語りの出演メンバー）であったが、現在は劇場の大型化に伴い、太夫4人・三味線3人の床（三挺四枚）となっており、基本的に舞台下手（しもて）に位置することが多い。舞台下手は、妖怪・亡霊・動物の精・妖術使いなどキワモノの役どころが登場する「スッポン」、歌舞伎役者が演技の大きな見せ場に出たり引っ込んだりする「花道」、それに花道を通る際に一度立ち止まり、何らかの仕草や見得の所作をする「七三（しちさん）」に近く、客席から見ると演奏方では最も目に留まる場所になっている。
現在では歌舞伎伴奏のほか、日本舞踊の伴奏、素浄瑠璃（舞踊を伴わない太夫と三味線のみでの演奏）の演奏会などで頻繁に演奏されている。また、素浄瑠璃作品には、歌舞伎役者のセリフ（科白、常磐津では台詞）を豊富に含んでいるものが多く、あまたある三味線音楽の中でもセリフの充実さが群を抜いているため、歌舞伎役者や日本舞踊家が口跡（こうせき）向上として常磐津を嗜むことが多い。この特色上、常磐津は江戸時代から現代にいたるまで、実演鑑賞のみならず習い事としても人気が高い。
流派の定紋は角木瓜（かくもっこう）、替紋は松皮菱（まつかわびし）である。

## 歴史

### 享保～延享～寛政期

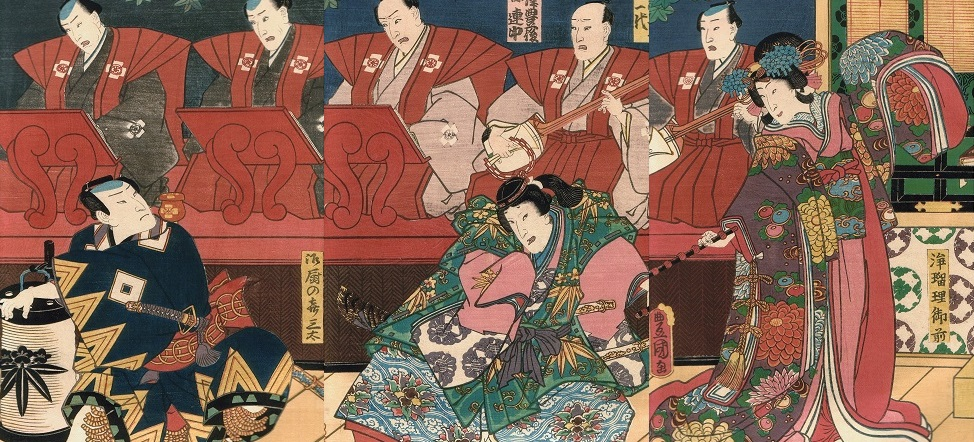
常磐津連中の出語り図。柿色の肩衣と蛸足と呼ばれる見台が特徴。『御曹司牛若丸』常磐津豊後大掾連中。1860年。歌川国貞（三代目歌川豊国）作の錦絵。

京都の生まれで初代都一中に学んだ都国太夫半中は、享保8年（1723年）に師が没すると都路国太夫と改名して独立。劇的というよりは情緒的な芸風であったという。享保15年には、さらに宮古路豊後と改名し豊後節を創始。享保17年からは高弟である宮古路文字太夫を伴い名古屋に進出する。享保19年正月、名古屋で実際にあった心中事件を題材とした出世作「睦月連理椿」で大好評を得る。同年、高弟文字太夫を名古屋に残してさらに江戸に進出する。播磨座で「おさん伊八道行」を演じ好評を受け、掾号を受領して宮古路豊後掾橘盛村となり、大劇場である江戸中村座に進出する。当時は豊後掾の髪形や長羽織を真似る「文金風」が一世風靡したが、享保7年から男女相対死（＝心中）が法令で禁じられており、煽情的とされ心中と結び付けられた豊後節は弾圧を受けてしまう。元文元年（1736年）には、文字太夫出演の市村座「小夜中浅間嶽」に対し江戸北町奉行が興行中止を命令。元文3年に江戸での舞台を文字太夫ほか弟子にまかせ、豊後掾は西に戻り京阪の劇場で活躍する。元文4年には、浄瑠璃太夫の名を出すこと、稽古場の看板をあげること、文金風を真似ること、などが禁止され、特に豊後節の浄瑠璃語りが非常に厳しい弾圧を受ける。

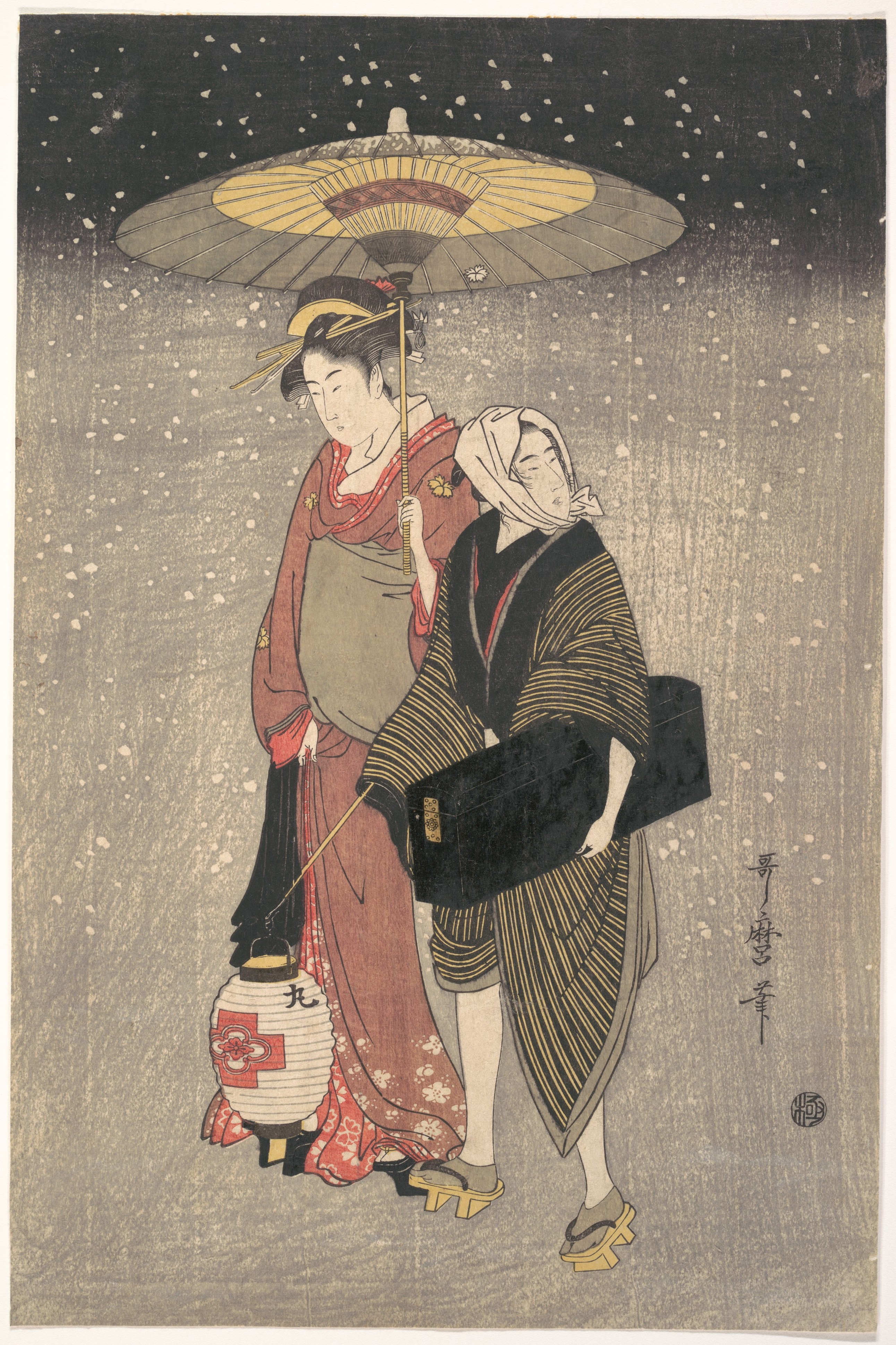
喜多川歌麿作の浮世絵。常磐津の定紋である角木瓜が描かれた提灯に照らされた女性が、付き人と共に雪が降る夜道を歩いている。

元文5年に豊後掾が病死すると、延享2年（1745年）に宮古路加賀太夫が脱退（新内節）、宮古路園八（宮園節）なども脱退し分派活動が起こる。高弟である宮古路文字太夫も、延享4年（1747年）に関東文字太夫と改名したが、北町奉行により禁止され、その帰り際に住居がある日本橋檜物町（ひものちょう）に常盤橋を渡って戻る途中、師である豊後掾の本名「石津左司馬」の津を取り常盤津としたという説が有力である。後日、「皿」では割れてしまい縁起が良くないので「石」に変更され、現在では「常磐津」と明記するのが正しいとされている。寛延元年（1748年）に豊後節から共にしていた弟分の初代常磐津小文字太夫が常磐津を抜け、のちの清元節の前身である富本節を創設。常磐津節は歌舞伎との関係を密接にし、扇情的だった豊後節より芸質の向上をめざし、義太夫節を取り入れ豪快かつ勇壮さをもちながら品をよくし、舞踊との結合に相応しく明確な曲風に移り変わった（例：蜘蛛糸梓弦）。この時代の三味線は初代佐々木市蔵、二代目岸澤古式部などが勤めたが、明和5年（1768年）に佐々木市蔵が亡くなると、初代文字太夫がタテ三味線に岸澤古式部を起用したことから佐々木派の三味線弾きから不満が起こり、常磐津志妻太夫、造酒太夫らが脱退し、それぞれ豊名賀派、富士岡派として一派を形成したが、前者は二代で後者は一代で消滅した。

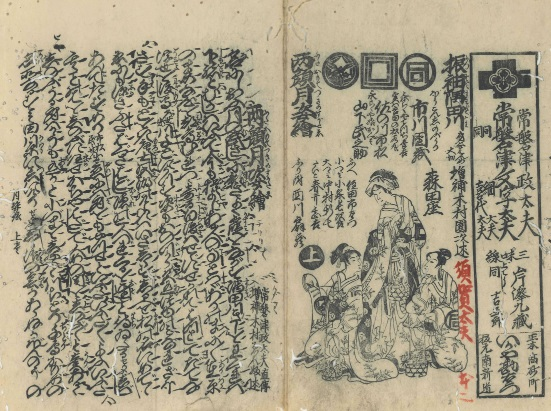
変体仮名によって詞章（歌詞）が書かれた正本『両顔月姿絵（双面）』。

天明元年（1781年）に初代常磐津文字太夫が没すると、初代兼太夫が初代文字太夫未亡人から相続し二代目文字太夫を襲名。二代目文字太夫は二代目岸澤式佐、初代鳥羽屋里長などの三味線方と共に大いに活躍し、紅葉傘糸錦色木（善知鳥・安永7年）、積恋雪関扉（関の扉・天明4年）、四天王大江山入（古山姥・天明8年）、戻駕色相肩（戻駕・天明8年）、其扇屋浮名恋風（吉田屋・寛政2年）など、時代物、世話物ともに現存する曲を初演し、常磐津節の基礎を整備する。二代目文字太夫の死後、遺児林之助はわずか8歳で二代目小文字太夫を襲名し若くして家元を継いだが、跡目争いで敗れ常磐津を破門された二代目兼太夫（吾妻国太夫）が興した一派（吾妻派）に押されていた。その窮地を補佐したのが家元派の三代目兼太夫である。

### 文化文政期

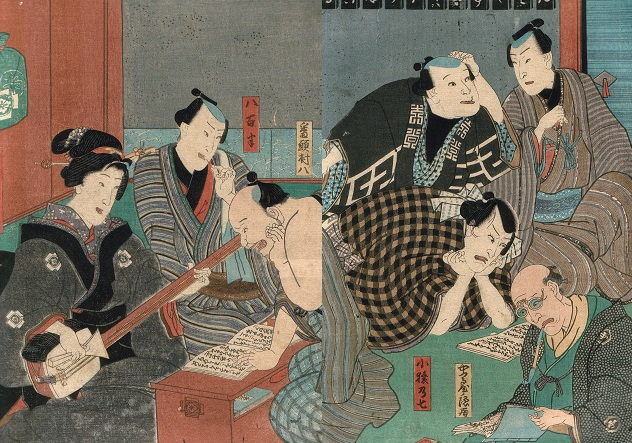
長屋での常磐津稽古の様子。女師匠が町人たちに稽古をつけて賑わっている。女師匠の隣には用心棒がいる。

家元派の人々に支えられた二代目小文字太夫は、文化4年に市村座でタテ語りとして初舞台を勤めた。文化5年に元服し七代目市川團十郎の弟分となるが、病気等による休演が多かった。文政2年に三代目文字太夫を襲名するが、同年12月には病気の為に夭折する。源太（文化5年）、三つ人形（文政元年）などを初演した。この時、江戸歌舞伎の繁栄はいよいよ頂点に達し、舞踊においても「変化舞踊」と呼ばれる新たな分野が登場した。常磐津はこの動きに敏感に反応し、「景清」「角兵衛」などの佳品を生むと同時に、長唄や富本節などとも積極的に掛合を行うようになり、芸質の高まりを見せることになる。江戸歌舞伎の繁栄は弟子・稽古人・愛好者などの増加にも影響し、多くの女流（女性演奏家）が活躍し隆盛を極めた。現在でも江戸時代を題材にした時代劇などで「常磐津の女師匠」が頻繁に登場するのもこのためである。

### 幕末期

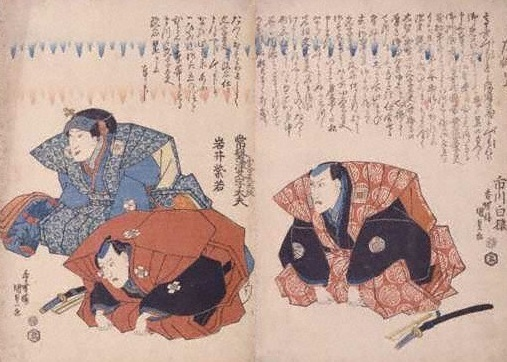
四代目常磐津文字太夫襲名披露口上の図。左から、初代岩井紫若（七代目岩井半四郎）、四代目常磐津文字太夫、二代目市川白猿（七代目市川團十郎）。

家元を失った流派は、後継者として歌舞伎役者の市川男熊を迎えた（初代文字太夫の次女カメが二代目市川門之助に嫁ぎ生まれた初代市川男女蔵の息子であり、初代文字太夫の曾孫にあたる）。文政3年に江戸三座（中村座・市村座・森田座）筆頭に名前を出し、河原崎座「老松」のタテに座り、三代目尾上菊五郎が名弘めの口上を述べ、三代目小文字太夫として初舞台を勤める。文政6年の元服式では七代目市川團十郎が烏帽子親となり、天保8年に四代目文字太夫を襲名。嘉永3年には嵯峨御所から受領して「初代常磐津豊後大掾」の掾号を得る。角兵衛（文政11年）、お三輪（天保4年）、将門（天保7年）、靭猿（天保9年）、京人形（弘化4年）、夕月（弘化4年）、新山姥（嘉永元年）、勢獅子（嘉永4年）など、現行する多くの名作を五代目岸澤式佐（1806年-1867年、古式部）と共に作り、江戸三座で大いに人気を博した。しかし、全段常磐津出語りの「三世相錦繡文章（安政4年）」に端を発し、功名争いにより岸澤派は分派してしまう。五代目式佐の叔父が十一代目守田勘弥（四代目坂東三津五郎）だった縁もあり、分離後の岸澤派は守田座への出勤が多かった。

### 明治期

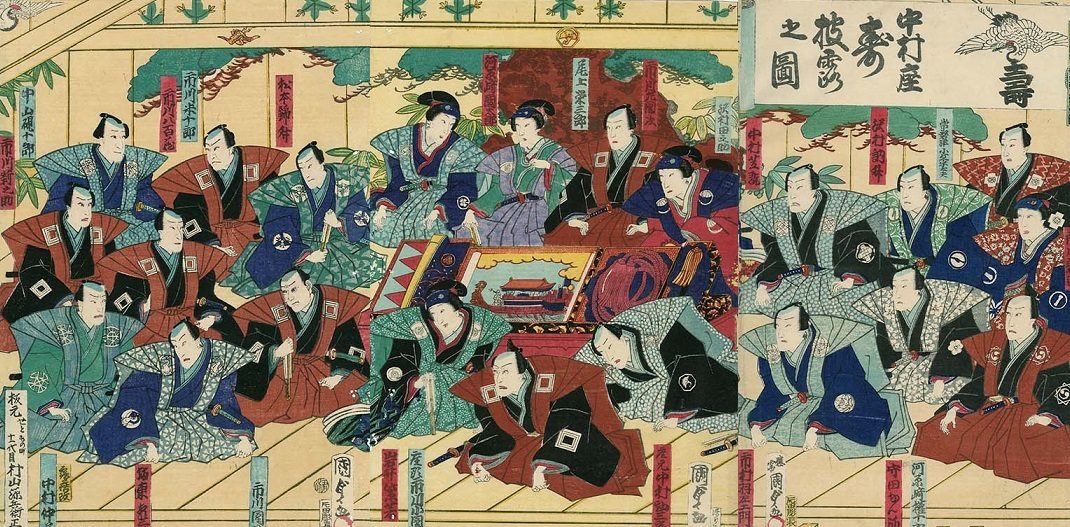
江戸中村座寿狂言口上の錦絵。右手最奥に六代目常磐津小文字太夫。初代河原崎権十郎（のちの九代目市川團十郎）、十三代目市村羽左衛門（のちの五代目尾上菊五郎）、初代市川左團次らと共に画かれている。座頭は四代目市川小團次。1864年10月。

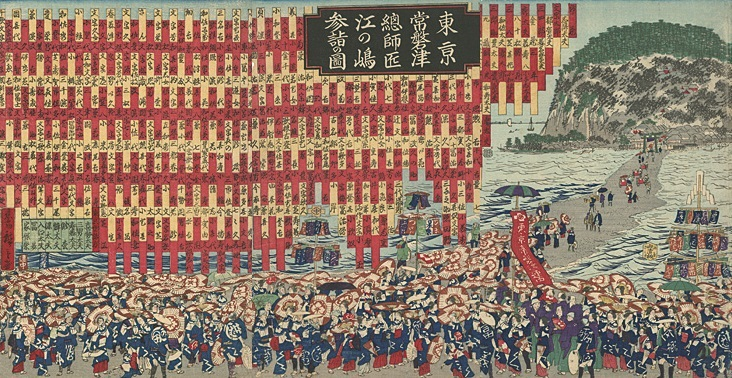
東京常磐津総師匠江ノ島参詣の図。家元名義を預かっていた佐六文中未亡人ツネの時代のもの。江ノ島には芸能の神である弁財天が祀られている。三代目歌川広重作。

四代目文字太夫には跡取りがおらず、四代目小文字太夫（のちの六代目兼太夫）、五代目小文字太夫（桐生小文字）と二人の養子をとったが故あって家元家から離縁。天保4年に四代目文字太夫に待望の実子が生まれる（佐六文中）。慶応元年に六代目常磐津小文字太夫を襲名するが、明治5年に病没。この時代は、三代目若太夫の興した菊菱派が初代和佐太夫によって継承され一派を形成し、常磐津岸澤分離の期間は常磐津では三味線方を、岸澤では太夫方をそれぞれつくり、多くの太夫三味線弾きが移籍・移動した混乱期であった。佐六文中の未亡人ツネが家元名義を預かっていたところ、十二代目守田勘弥が世話人となって二代目常磐津松尾太夫が養子入りする。7年間で70の歌舞伎興行のタテ語りを、六代目岸澤式佐、初代常磐津文字兵衛とともに勤めた。明治15年には守田勘弥、河竹黙阿弥の立会いのもと、岸澤派との和解の手打ちを行い、明治12年に七代目小文字太夫を襲名。和解記念曲として「松島」が初演される。

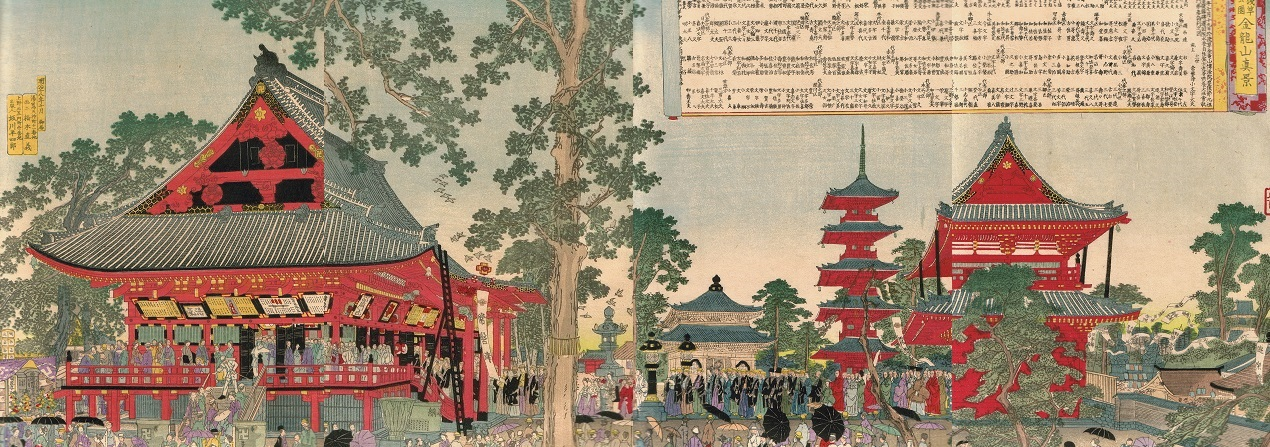
七代目常磐津小文字太夫（のちの初代常磐津林中）、一門総出による浅草寺参詣の図。浅草寺には初代常磐津文字太夫によって、師匠であり養父である宮古路豊後掾の慰霊碑が建立されている。

しかし、義母ツネと不和になり家元家を離れたあとは常磐津林中と改名し、二代目岸澤文字兵衛とともに、約10年間で80以上の歌舞伎興行に出勤する。七代目小文字太夫が去り再び岸澤派と分裂をした家元家は、再度家元名義をツネが預かったが、常磐津節全体の永続と派内融和を訴えた守田勘弥、岸澤式佐らの推薦により、初代浪花太夫が八代目小文字太夫として家元に就任。明治25年には名弘めの曲として「三保の松」を開曲。13年間で126興行の歌舞伎興行に出勤し、明治35年に六代目常磐津文字太夫を襲名。大正8年までの17年間に67興行の興行に、七代目岸澤式佐、二代目常磐津文字兵衛と共に出勤。明治37年には林中と和解し歌舞伎座「積恋雪関扉」の上下を分担する。七代目小文字太夫（林中）の代表曲には、「釣女」「松島」「白糸」「羽衣」、六代目文字太夫の代表曲には、「戻橋」「女鳴神」「大森彦七」「竹生島」「楠公」などがある。この時代は能楽（能・狂言）から様々な演目が輸入され、能取物、松羽目物と呼ばれる作品が多かったのが特徴と言える。

### 大正・昭和期

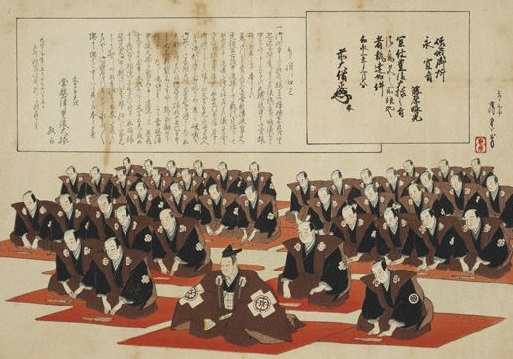
二代目常磐津豊後大掾（六代目常磐津文字太夫）・七代目常磐津文字太夫（九代目常磐津小文字太夫）襲名披露の図。

大正15年に、六代目文字太夫は息子に七代目として文字太夫を譲り、二代目常磐津豊後大掾を襲名。親子で開曲された代表曲に「佐倉」「権八」などがある。昭和2年には第一期常磐津協会が発足し、七代目文字太夫を会長に置き、二代目常磐津豊後大掾と六代目岸澤古式部とがそれぞれ相談役として座り、常磐津岸澤の分離は完全におさまる。昭和16年には、関西に発展を求めた七代目文字太夫により、関西常磐津協会が発足。この時代の歌舞伎興行は、三代目松尾太夫、三代目文字兵衛が数多く出勤していた。三代目文字兵衛は近代の常磐津、ひいては邦楽界を代表する作曲家であり、代表曲として「独楽」「椀久」「松の名所」などがある。三代目松尾太夫のあとは、三東勢太夫、千東勢太夫の兄弟へと代替わりし、芝居小屋から劇場への大型化に伴い、従来よりも調子が高く華やかな芸風の千東勢太夫が三代目文字兵衛と組み出勤する。その後、千東勢太夫は菊菱派の流れをくむ菊三郎と組み、この二人は弟子たちと共に多くの歌舞伎興行を勤め、数多の音源をレコードに残している。昭和28年に三代目文字兵衛が日本芸術院会員に任命され、昭和30年には重要無形文化財保持者の各個認定（いわゆる人間国宝）を常磐津で初めて受ける。次いで昭和41年には常磐津菊三郎が人間国宝に認定される。菊三郎の代表曲には「菊の盃」「菊の栄」などがある。昭和56年には、八代目常磐津文字太夫を初代会長とした常磐津節保存会が、重要無形文化財の保持者として総合認定されている。

## 家元
宗家・家元は代々常磐津文字太夫もしくは常磐津小文字太夫が継承している。当代の宗家家元は十七世家元九代目常磐津文字太夫。常磐津は古浄瑠璃時代からの流れをくみ取り、初世家元を、大阪道頓堀で最古の人形操りの芝居小屋（出羽座）を興行した太夫「伊藤出羽掾」、二世家元をその弟子で世話物浄瑠璃元祖ともいわれる「文弥の泣き節」で好評を博した「二代目岡本文弥」、三世家元を京都南座の前身「都万太夫座」を創立し、近松門左衛門、初代坂田藤十郎とくみ元禄期の全盛を迎えた「都越後掾」、四世家元をその弟子で一中節を創始した「都太夫一中（都一中）」、五世家元をその弟子の「宮古路豊後掾（都国太夫半中）」と数える。宮古路豊後掾の弟子宮古路加賀太夫は新内節、宮古路園八は宮園節、宮古路繁太夫は繁太夫節として独立。これら豊後系浄瑠璃のなかでも、宮古路豊後掾の一番の高弟である宮古路文字太夫が常磐津節を創設し六代家元となり、さらにそこから豊後三流（常磐津節、富本節、清元節）と枝分かれし、現在まで古格を守っている。掾号を受領した太夫に九世家元の四代目常磐津文字太夫（初代常磐津豊後大掾）、十四世家元の六代目常磐津文字太夫（二代目常磐津豊後大掾）がいる。三味線方は岸澤家の岸澤式佐が代々岸澤派の家元を継承する。

### 【常磐津宗家家元】
| 代数 | 家元名                 | 前名               | 生没年           | 備考                                         |
| ---- | ---------------------- | ------------------ | ---------------- | -------------------------------------------- |
| 初   | 伊藤出羽掾             | 初代岡本文弥       | （生没年不詳）   | 出羽座の座元。からくりや糸操りで好評。       |
| 二   | 岡本文弥               | 二代目岡本文弥     | 1633年－1694年   | 二代目岡本文弥。「文弥の泣き節」を創始。     |
| 三   | 都越後掾               | 都越後目           | （生没年不詳）   | のちの都万太夫。都万太夫座を創立。           |
| 四   | 都太夫一中             | 須賀千朴           | 1650年－1724年   | 一中節の始祖。弟子に宮古路豊後掾。           |
| 五   | 宮古路豊後掾           | 都国太夫半中       | 1660年－1740年   | 豊後節の始祖。弟子に初代常磐津文字太夫。     |
| 六   | 初代常磐津文字太夫     | 宮古路文字太夫     | 1709年－1781年   | 常磐津節の始祖。弟弟子に初代富本豊前掾。     |
| 七   | 二代目常磐津文字太夫   | 初代兼太夫         | 1731年－1799年   | 「積恋雪関扉」など、常磐津節の基礎を整備。   |
| 八   | 三代目常磐津文字太夫   | 二代目小文字太夫   | 1792年－1819年   | 市村座で元服。七代目市川團十郎の弟分。早世。 |
| 九   | 四代目常磐津文字太夫   | 三代目小文字太夫   | 1804年－1862年   | 常磐津節中興の祖。初代常磐津豊後大掾。       |
| 十   | 五代目常磐津文字太夫   | 四代目小文字太夫   | 1822年－1869年   | 初代常磐津豊後大掾と確執が生じ離縁。         |
| 十一 | 六代目常磐津小文字太夫 | 常磐津太夫文中     | 1841年－1872年   | 初代常磐津豊後大掾の実子。佐六文中。早世。   |
| 十二 | 七代目常磐津小文字太夫 | 二代目松尾太夫     | 1842年－1906年   | 名人初代常磐津林中として名高い。             |
| 十三 | 常磐津太夫文中         |                    | 生年不詳－1901年 | 佐六文中未亡人ツネが家元名義を預かる。       |
| 十四 | 六代目常磐津文字太夫   | 八代目小文字太夫   | 1851年－1930年   | 松羽目物など多く初演。二代目常磐津豊後大掾。 |
| 十五 | 七代目常磐津文字太夫   | 九代目小文字太夫   | 1897年－1951年   | 常磐津協会設立。関西常磐津協会設立。         |
| 十六 | 八代目常磐津文字太夫   | 十代目小文字太夫   | 1918年－1991年   | 常磐津節保存会設立。重要無形文化財総合認定。 |
| 十七 | 九代目常磐津文字太夫   | 十一代目小文字太夫 | 1947年－         | 定本常磐津全集、常磐津節演奏者名鑑の制作。   |

### 【岸澤派家元】
| 代数 | 家元名           | 前名         | 生没年         | 備考                                                                                     |
| ---- | ---------------- | ------------ | -------------- | ---------------------------------------------------------------------------------------- |
| 初   | 初代岸澤式佐     | 式助         | 1730年－1783年 | 宮古路古式部（右和左古式部）の門弟。岸澤派を常磐津三味線に定着。二代目古式部。           |
| 二   | 二代目岸澤式佐   | 市治         | 1753年－1823年 | 常磐津における三味線岸澤派の基礎を整備。三代目古式部。初代右和佐。                       |
| 三   | 三代目岸澤式佐   | 二代目九蔵   | 1774年－1823年 | 三代目古式部没後、仲助と跡目相続を求めて裁判。敗訴して憤死を遂げる。二代目右和佐。       |
| 四   | 四代目岸澤式佐   | 初代文蔵     | 1772年－1822年 | 仲助の実父。文化期の岸澤派を統率。名古屋で客死。                                         |
| 五   | 五代目岸澤式佐   | 仲助         | 1806年－1867年 | 常磐津と軋轢が生じ不和となる。十一代目守田勘弥が叔父。四代目古式部。竹遊斎。竹翁。       |
| 六   | 六代目岸澤式佐   | 初代巳佐吉   | 1833年－1898年 | 幕末・明治期の岸澤派家元。常磐津家元との和解後は常磐津節の地位確立に貢献。五代目古式部。 |
| 七   | 七代目岸澤式佐   | 二代目巳佐吉 | 1859年－1944年 | 六世古式部に家元を預けていたため、彼の退任前後と合わせ八代目式佐も名のる。七代目古式部。 |
| 八   | 八代目岸澤式佐   |              |                | 七代目式佐に同じ。                                                                       |
| 九   | 九代目岸澤式佐   | 四代目巳佐吉 | 1892年－1979年 | 七代目古式部の養子となるが返上して独立。一時期、常磐津正派を樹立。常磐津勘右衛門。       |
| 十   | 十代目岸澤式佐   | 五代目巳佐吉 | 1909年－1962年 | 七代目古式部の実子。大正・昭和期の岸澤派家元。                                           |
| 十一 | 十一代目岸澤式佐 | 六代目巳佐吉 | 1943年－2013年 | 十代目式佐の実子。伯父に八代目坂東三津五郎。                                             |

## 名人
名人として名高い初代常磐津林中は、近世邦楽史不世出の名人とされ、清元節の家元五代目清元延寿太夫、長唄研精会を創始した四代目吉住小三郎（吉住慈恭）など他流の名人からも一目置かれ、明治39年の万朝報には「名人と称へられたるは、僅かに能楽の梅若六郎、宝生九郎と、常磐津の林中と三人なりし…」等と高い評価を受けている。また、一説では後藤象二郎にとても気に入られたという説がある。

## 人間国宝
常磐津節の重要無形文化財保持者として各個認定された人物（いわゆる人間国宝）は次の通り。
- 三代目常磐津文字兵衛【三味線方】（常磐津文字翁・日本芸術院会員）（昭和30年（1955年）認定）
- 初代常磐津菊三郎【三味線方】（昭和41年（1966年）認定）
- 四代目常磐津文字兵衛【三味線方】（常磐津英寿・日本芸術院会員・文化功労者）（2019年現在の保持者）（平成4年（1992年）認定）
- 初代常磐津一巴太夫【浄瑠璃方】（平成7年（1995年）認定）

## 近代の代表的人物
明治から現在までに活躍した流派の代表的人物として、七代目常磐津小文字太夫（初代常磐津林中）（1842‐1902）、六代目常磐津文字太夫（二代目常磐津豊後大掾）（1851‐1930）、二代目常磐津文字兵衛（四代目松寿斎）（1857-1924）、七代目岸澤式佐（六代目岸澤古式部）（1859-1944）、三代目常磐津松尾太夫（1875-1947）、三代目常磐津文字兵衛（常磐津文字翁）（1888-1960）、九代目岸澤式佐（常磐津勘右衛門）（1892-1979）、七代目常磐津文字太夫（1897-1951）、初代常磐津菊三郎（1897-1976）、三代目常磐津三東勢太夫（1907-1983）、十代目岸澤式佐（1909-1962）、初代常磐津千東勢太夫（1916-1978）、八代目常磐津文字太夫（1918-1991）、四代目常磐津松尾太夫（1927-2017）、四代目常磐津文字兵衛（初代常磐津英寿）（1927-）、初代常磐津一巴太夫（1930-2014）、十一代目岸澤式佐（1943-2013）、九代目常磐津文字太夫（1947-)らがいる。

## 曲目[9]
常磐津作品は、ジャンルで大別すると「時代物（宗清など）」「世話物（油屋など）」「御祝儀物（子宝など）」「松羽目物（釣女など）」などとするのが一般的で、そのほか作品題材から「曽我物（夜討曽我など）」、「道行物（おその道行など）」、曲単位では昔話に取材した「二人桃太郎」、大長編読本に取材した「八犬伝」、日本三大仇討に取材した「忠臣蔵」、頼光四天王が活躍する「戻橋」、家元常磐津文字太夫によってのみ語られる「老松」などがあるが、仙台浄瑠璃を採り入れた「蜘蛛の糸」、三河万歳を採り入れた「乗合船」、かっぽれを題材にした「初霞空住吉」、角兵衛獅子を題材にした「角兵衛」など他の芸能を題材にしたもの、さらには新歌舞伎十八番に数えられる「大森彦七」、新古演劇十種に数えられる「羽衣」まで、非常にバラエティに富んだ作品が多いことが特徴といえる。代表的な曲は「将門（忍夜恋曲者）」「関の扉（積恋雪関扉）」、全段常磐津出語りの「三世相錦繍文章」などがある。江戸時代までは毎月のように新作が作られていたが、明治以降は歌舞伎興行の形式変化に伴い古典作品ばかり扱われるようになった。現存する曲は300とも400とも言われているが、現在は、歌舞伎伴奏で用いられるもの、日本舞踊伴奏で用いられるもの（日本舞踊の演目）、素浄瑠璃で演奏されるものを合わせて50～60曲前後が主に演奏されている。

### 延享年間
- 老松　1747年
- 子宝（子宝三番叟）

### 明和年間
- 蜘蛛の糸（蜘蛛糸梓弦）1765年
- 景勝団子（主誰恋山吹）1774年

### 安永年間
- 長作入お花（好偕川傍柳）1778年
- 善知鳥（紅葉傘糸錦色木）1778年
- 布袋（色映紅葉章）1780年

### 天明年間
- 道成寺道行、仲蔵の道行（媚千種錦絵）1783年
- お房徳兵衛（褄重袷羅衣）1784年
- 関の扉（積恋雪関扉）1784年
- 古山姥、遠近山姥（四天王大江山入）1785年
- 戻駕（戻駕色相肩）1788年

### 寛政年間
- 深草少将（花色香〓娘）1789年
- 夕霧、吉田屋、廓文章（其扇屋浮名恋風）1790年
- 白酒（色鵆寝覚床）1792年
- 忠信（時鳥花有里）1794年
- お妻八郎兵衛（八十八夜恨鮫鞘）1795年
- 夜鷹入りお半、お半長右衛門（帯文桂川水）1796年
- 梅川忠兵衛（燕鳥故郷軒）1796年
- 浅間、初桜（初桜浅間嶽）1797年
- 五人女、伊達姿ゝ勢（五人一座花の盃）1797年
- 双面、葱売（両顔月姿絵）1798年
- 子別れ、うぶ女（夜の鶴雪〓）1798年
- 扇売高尾（茂懺悔睦言）1801年
- 忠信（恋中車初音の旅）1803年
- 雷のお鶴（命懸色の二番目）1803年

### 文化年間
- 道成寺道行、三津五郎の道行、永木の道行（道行面影草）1804年
- 振袖山姥、娘山姥（雪振袖山姥）1804年
- 朝比奈末広（烏帽子紐解寝夜）1805年
- 女戻駕（烏帽子紐解寝夜）1805年
- 淡島（禿紋日雛形）1807年
- 忠信（幾菊蝶初音道行）1808年
- 源太、箙源太（倭仮名色七文字）1808年
- お七（新煖房雛世話事）1809年
- 舟饅頭（誰同噂仇者）1809年
- 大和団子、与五郎狂乱（千種の花色世盛）1810年
- 願人坊主、浮かれ坊主（七枚続花の姿絵）1811年
- 汐汲、松風（七枚続花の姿絵）1811年
- 三勝半七（其常磐津仇兼言）1812年
- 橋弁慶（慣ちょっと七化）1813年
- 田舎ごぜ（四季詠寄三大字）1813年
- 松魚売、いさみ商人（四季詠寄三大字）1813年
- 台所唐人（四季詠寄三大字）1813年
- お染の七役、お光狂乱（心中翌の噂）1813年
- 景清、滝詣の景清（閏茲姿八景）1813年
- 水売（閏茲姿八景）1813年
- 晒女、近江のお兼（閏茲姿八景）1813年
- 二人若松（都鳥名所渡）1814年
- 男舞、男舞の神楽歌（倣三升四季俳優）1814年
- 山姥（親子連枝鶯）1814年
- 鎗持奴、月の辻君・夜鷹、うしろ面（其九絵彩四季桜）1815年
- 須磨（今様須磨の写絵）1815年
- 女太夫（七小町容彩四季）1816年
- 太神楽（松色操高砂）1817年
- 三ッ人形（其姿花図絵）1818年
- からくり（其姿花図絵）1818年
- 時知るやの三つ面（誰身色和事）1818年

### 文政年間
- 箱根の五郎、下山五郎（春霞蝶道草）1819年
- 舞鶴屋虎少将（睦月筈紋日）1819年
- 雨の鉢木（再夕暮雨の鉢木）1819年
- 薄雪道行、新薄雪、薄雪狂乱（大和文字恋の歌）1819年
- 百夜通、百代車（去程恋重荷）1819年
- 山鳥（一樹蔭雪〓）1820年
- 大工（花紅葉士農工商）1820年
- 伊吾餅（色盛松楓道）1821年
- 忠臣蔵八段目（其侭旅路の嫁入）1822年
- 朝比奈釣狐（寄罠娼釣髭）1825年
- お染（道行浮寝〓鳥）1825年
- 鴛鴦（鴛鴦容姿の正夢）1828年
- 芥太夫、ごみ太夫（拙筆力七以呂波）1828年
- 瓢箪鯰（拙筆力七以呂波）1828年
- 乙姫（拙筆力七以呂波）1828年
- 角兵衛（后の月酒宴島台）1828年
- 宗清（恩愛〓関守）1828年
- 松の調（十二段松の調）1829年
- 毛氈、お亀与兵衛（色直肩毛氈）1830年
- 土佐画（江戸桜衆袖土産）1830年

### 天保年間
- 新子守（紫扇の交張）1831年
- 葛の葉（四季詠所作の花）1831年
- 道成寺道行（道行丸い字）1832年
- 神功皇后と武内宿禰、通人野暮大尽、漁師（弥生の花浅草祭）1832年
- 三ッ面子守（寄三枡五大字桜）1832年
- 節句遊（節句遊恋の手習・上）1833年
- 三人生酔、両国三人生酔、夕涼み三人生酔（節句遊恋の手習・下）1833年
- お三輪、妹背山道行（願糸縁苧環）1833年
- 将門、滝夜叉（忍夜恋曲者）1836年
- 七里姫狂乱、日蓮記（狂華法手向）1836年
- 巽八景　1837年
- 蜘蛛の糸（来宵蜘蛛線・蜘糸宿直噺とも）1837年
- お半（帯文川傍柳）1838年
- 釣狐、釣狐の対面、狐工藤、若木の曽我（若木花容彩四季）1838年
- 三人仕丁林間、林間三人生酔（若木花容彩四季）1838年
- 五人囃子（内裡模様源氏紫）1838年
- 俳諧師（三幅対和歌姿画）1838年
- むきみ売（心中三舛扇）1838年
- 靭猿、新うつぼ（花舞台霞の猿曳）1838年
- 船の高尾（濃楓色三股）1839年
- 三つ面椀久、歌右衛門椀久（狂乱廓三面）1839年
- 雷船頭、夏船頭（四季詠〓歳）1839年
- 屋敷娘、蝶々娘（四季詠〓歳）1839年
- 年増（花翫暦色所八景）1839年
- 飴売（花翫暦色所八景）1839年
- 景清、五条坂（花翫暦色所八景）1839年
- 佃舟頭、巽船頭、船乗の帰帆（花翫暦色所八景）1839年
- 女夫狐、又五郎狐（吉埜山雪振事）1840年
- 大黒舞（舞奏いろの種蒔）1841年
- お妻八郎兵衛、丹波屋、鰻谷（心中浮名の鮫鞘）1841年
- 茶屋廻り（八重九重花姿絵）1841年
- 与五郎狂乱、吾妻与五郎道行（乱朝恋山崎）1841年
- 乗合船、万歳（乗合船恵方万歳）1843年

### 弘化年間
- 小いな半兵衛（千種野恋の両道）1844年
- 粟餅、黄金餅（花競俄曲突）1845年
- 寿三羽叟　1845年
- 須磨琴（恋弦結颯琴）1845年
- どんつく（神楽諷雲井曲毬）1846年
- 枇杷葉湯（道行恋山崎）1846年
- 貝屋善吉、邯鄲（邯鄲）1846年
- 喜撰、康秀（六歌仙）1846年
- 宮八景　1847年
- とてつる拳、俄万歳（笑門俄七福）1847年
- 駕屋、かご屋、六段目（仮名手本忠臣蔵）1847年
- 下女おりん、九段目（仮名手本忠臣蔵）1847年
- 丁稚伊吾、十段目（仮名手本忠臣蔵）1847年
- 京人形、左甚五郎、京人形左彫（時翫雛浅草八景）1847年
- 旅雀（旅雀三芳穐）1847年
- 夕月船頭（四季写土佐画拙）1847年
- 雷（四季写土佐画拙）1847年
- 大黒（四季写土佐画拙）1847年

### 嘉永年間
- 今様望月（今様望月）1848年
- 山姥、新山姥（薪荷雪間の市川）1848年
- 士農工商（四民歌土佐画彩）1849年
- 釣狐、廓釣狐（余波五色花魁香）1849年
- 広尾八景、岸の松（千代の友鶴）1850年
- 喜撰（六歌仙花彩）1850年
- 八犬伝、富山の段（八犬義士誉勇猛）
- 勢獅子（勢獅子劇場花〓）1851年
- 新万歳、大坂万歳（月柳廓髪梳）1852年
- 色湊宝入船（色湊宝入船）1853年
- 目鬘売（霞色連一群）1853年
- 白縫（樹闇恋曲者）1853年

### 安政年間
- 梅が枝（廓操無間の鐘優）1854年
- 福島屋（三世相錦繍文章）1855年
- 洲崎堤、道行蝶吹雪、お園六三（三世相錦繍文章）1855年
- 十万億土（三世相錦繍文章）1855年
- 堕地獄（三世相錦繍文章）1855年
- 極楽浄土（三世相錦繍文章）1855年
- 三社祭礼（三世相錦繍文章）1855年
- 式三番（式三番叟）1855年
- 瀬川五郷（浅緑露玉川）1856年
- 忠綱、奴つき景清、丹前の名古屋帯、名古屋丹前（伊勢名所業土産）1856年
- 式三番・上（偐緑笑遠山）1857年
- 高砂の松　1858年
- 常磐の老松　1859年

### 万延年間
- 夜討曽我、今様夜討曽我、夜討曾我雨濡事、十番斬（四季文台名残花）1860年

### 文久年間
- 末広がり（寿末広）1861年
- 新粟餅（契恋春粟餅）1861年
- 茶つみ（六歌仙和略風俗）1861年
- 鶴亀（細石巌鶴亀）1861年
- 廓八景（其儘廓八景）1861年
- 高砂尉姥（道行故今の色睦）1861年
- 末広がり（末広旭雛鶴）1861年
- 縁苧環、御殿、竹に雀（妹背山婦女庭訓）1861年
- 油屋（神路山色捧）1862年
- 霞三曲（歌寿三曲始、歌寿美三曲）1862年
- 小夜衣（恨葛露濡衣）1862年
- 縁結び（神有月色世話事）1862年
- 五色晒（呉羽祭錦輦）1862年
- 八笑人（花暦三題噺）1863年
- 智仁勇備茲頼光、市原野のだんまり、市原野（当穐俄姿画）1863年
- 紅勘（艶紅曙接拙）1864年
- 写絵（其侭姿写絵）1864年

### 慶応年間
- 蘭平（月雪花名歌姿画）1865年
- 月の船頭、こち、月の大漁、漁師（月雪花名歌姿画）1865年
- 安宅新関（滑稽俄安宅新関）1865年
- 男女道成寺（東育奴娘道成寺）1867年
- 質屋庫（質庫魂入替）1867年

### 明治年間
- 助六（大都会成扇絵合）1869年
- 宮古路（松花宮古路）1870年
- 額抜け（昔噺額面戯）1870年
- 助六、家桜（家桜廓掛額）1870年
- 八人聟（縁結姿八景）1870年
- 角田川、班女前物狂（梅花王戯場番組）1871年
- 大津絵、大津絵道成寺（名大津絵劇交張）1871年
- 墨塗六歌仙（六歌仙狂画墨塗）1872年
- 宇和島騒動（君臣船浪宇和島）1873年
- こんかい・白蔵主（廿三回筐絵双紙）1874年
- 奴道成寺（道成寺真似三面）1875年
- 三一文字松言葉（三一文字松言葉）1878年
- 西遊記（通俗西遊記）1878年
- 雨舎り（三幅対名歌雨乞）1880年
- 親睦会（波底親睦会）1881年
- 時去りの猩々（今様猩々）1882年
- 釣女（戎詣恋釣針）1883年
- 松島（岸漣〓常磐松島）1884年
- かっぽれ（初霞空住吉）1886年
- 白糸、鈴木主水、橋本屋（主誰糸春雨）1886年
- 太田道灌（歌徳恵山吹）1886年
- 狐墳、狐畑、瓜畑（其俤写沢水・狐墳写沢水）1886年
- 墨田川雪の八景　1886年
- 紅葉狩　1887年　新歌舞伎十八番の一つ
- 戻橋（戻橋恋の角文字）1890年　新古演劇十種の一つ
- 女鳴神（増補女鳴神）1891年
- 三保の松、羽衣（三保松冨士晨朝）1892年
- 釣狐、太鼓もちつり狐、恋の罠（釣狐廓掛罠）1892年
- 奴凧（奴凧廓春風）1893年
- 七つ面（新七つ面）1893年
- 玉藻前（増補双六磐露の玉藻）1894年
- 二人袴　1894年
- 扇獅子　1895年
- 久米の仙人、うしろ面（後面萩玉川）1896年
- 赤垣徳利場（義士銘々伝）1896年
- 大森彦七　1897年　新歌舞伎十八番の一つ
- 羽衣　1898年　新古演劇十種の一つ
- 三人片輪　1898年　澤瀉十種の一つ
- 羽衣、松の羽衣（松廼羽衣）1899年　新古演劇十種の一つ
- 薩摩踊（名慕薩摩踊）1899年
- 七福神（豊文字名誉三囲）1899年
- 百物語（闇梅百物語）1900年
- 竹生島　1903年
- 武悪　1904年　澤瀉十種の一つ
- 文福茶釜（昔噺宝の釜）1906年
- 常磐緑　1907年
- 墨塗（墨塗女）1907年
- 俄仙人　1907年
- 東都獅子　1908年
- 千歳の影　1909年
- 花子（身替座禅）1910年　新古演劇十種の一つ
- 楠公（楠公桜井の訣別）1911年

### 大正年間
- 大津絵（歌麿と北斎）1912年
- 二月堂（淀川堤狂乱）1913年
- お夏（お夏狂乱）1914年
- 常磐の松　1915年
- 芋掘長者（芋掘長者）1918年
- 春駒（歳徳曽我勇春駒）1918年
- 新曲助六、ゆかりの助六（助六廓花道）1918年
- 宗五郎、佐倉（義積雪子別）1918年
- 雪の猩々
- 権八小紫（廓の仇夢）1919年
- 地蔵の道行　1920年
- 雁争い　1922年
- 百夜草（百夜艸）1925年

### 昭和年間
- 逢坂の猩々、大坂の猩々（浮無瀬の猩々）1926年
- 松の名所（寿松の名所）1926年
- 椀久、新曲椀久（椀久色神送）1927年
- 独楽　1928年
- 良寛と子守　1929年
- 都登利　1930年
- 空の初旅　1933年
- 不破　1933年
- 女戻駕（梅薫春花駕）1934年
- 寿万歳　1934年
- こぼれ梅　1934年
- 丹前奴　1934年
- 花見奴　1934年
- おせん菊之丞、笠森おせん（浮世絵模様）1935年
- 神楽娘　1935年
- 苗売　1935年
- 権太　1936年
- ジキルとハイド　1936年
- 南蛮船　1936年
- 山内一豊の妻　1937年
- 石燈籠（半七捕物帳）1937年
- 小楠公　1939年
- お祭り（祭りの花笠）1940年
- 狐まつり
- 竹生島（別曲）1941年
- 新編有馬猫　1943年
- 銃後の正月　1943年
- 出陣　1943年

## 演奏者一覧（延享～明治年間）

### 常磐津・浄瑠璃方
- 常磐津相生太夫【初世】1881年生まれ
- 常磐津吾妻太夫【初世】1833年に小文字太夫の十番目
- 常磐津吾妻太夫【二世】1857年に豊後大掾の十一番目　＊明治期に常磐津家元を補佐した長老
- 常磐津吾妻太夫【三世】1906年没
- 常磐津吾妻太夫【四世】1846年生まれ
- 常磐津綾勢太夫【初世】1844年に四世文字太夫の六番目
- 常磐津綾勢太夫【二世】1863年に岸澤三登勢太夫の八番目
- 常磐津綾勢太夫【三世】1878年－1941年
- 常磐津安和太夫【初世】1774年に若太夫の四枚目
- 常磐津安和太夫【二世】1810年に二世小文字太夫の七番目
- 常磐津伊国太夫【初世】1843年に四世文字太夫の七番目
- 常磐津生駒太夫【初世】1858年に豊後大掾の控え
- 常磐津伊勢太夫【初世】1763年頃－？　＊三世文字太夫を支えた人
- 常磐津伊勢太夫【二世】1825年に小文字太夫の三枚目
- 常磐津伊勢太夫【三世】1866年に六世小文字太夫の十八番目
- 常磐津井筒太夫【初世】1767年に初出
- 常磐津入江太夫【初世】1873年に初出
- 常磐津岩門太夫【初世】1831年に八番目
- 常磐津歌男太夫【初世】1881年生まれ
- 常磐津越太夫【初世】1794年に二世兼太夫のワキ
- 常磐津園中【初世】1895年に初出
- 常磐津岡太夫【初世】1732年－1796年　初世常磐津文字太夫の最後の門弟か
- 常磐津岡太夫【二世】1799年～1808年　流派の行司役
- 常磐津岡太夫【三世】1830年に小文字太夫の六番目
- 常磐津岡太夫【四世】1861年に初出
- 常磐津男佐太夫【初世】1849年に四世文字太夫の控え
- 常磐津男佐太夫【二世】1854年－1942年
- 常磐津男佐太夫【三世】1889年－1958年
- 常磐津小佐太夫【初世】1862年に九番目
- 常磐津音太夫【初世】1761年－1794年
- 常磐津音太夫【二世】1803年に網太夫の控え
- 常磐津男女太夫【初世】1828年に小文字太夫の三番目
- 常磐津男女太夫【二世】1847年－1923年
- 常磐津歌太夫【初世】1857年に豊後大掾の九番目
- 常磐津加賀太夫【初世】1797年に二世兼太夫の三枚目
- 常磐津歌寿太夫【初世】1860年に豊後大掾の控え
- 常磐津歌妻太夫【初世】1857年に豊後大掾の十一番目　＊明治期に常磐津家元を補佐した長老
- 常磐津歌妻太夫【二世】1830年－1888年
- 常磐津歌妻太夫【三世】1889年－1958年
- 常磐津要太夫【初世】1759年－1799年　＊二世文字太夫を補佐した後継者の一人
- 常磐津要太夫【二世】1809年に二世小文字太夫の十番目
- 常磐津兼太夫【初世】1731年－1799年
- 常磐津兼太夫【二世】1755年－1802年
- 常磐津兼太夫【三世】1761年－1814年　＊二世小文字太夫を支えた人
- 常磐津兼太夫【四世】1801年に初世網太夫の控え
- 常磐津兼太夫【五世】1789年－1861年
- 常磐津兼太夫【六世】1886年－1944年（昭和六世・通算七世・麒麟太夫）
- 常磐津兼寿太夫【初世】1900年に初出
- 常磐津鎌太夫【初世】1847年に四世文字太夫の控え
- 常磐津菊太夫【初世】1879年に初出
- 常磐津菊太夫【二世】1872年生まれ
- 常磐津菊太夫【初世】1871年－1962年
- 常磐津喜久太夫【初世】1871年－1962年
- 常磐津菊恵太夫【初世】1861年に吾妻太夫の六番目
- 常磐津岸太夫【初世】1863年に五世小文字太夫の控え
- 常磐津喜勢太夫【初世】1862年に岸澤三登勢太夫の五番目
- 常磐津喜野太夫【初世】1811年に二世小文字太夫の九番目
- 常磐津喜代太夫【初世】1875年に二世松尾太夫の七番目
- 常磐津喜美太夫【初世】1804年に網太夫の控え
- 常磐津喜美太夫【二世】1819年に四世兼太夫の三枚目
- 常磐津喜美太夫【三世】1838年から四世文字太夫のもとで出勤
- 常磐津桐太夫【初世】1782年に初出
- 常磐津喜代太夫【初世】1774年に奈美太夫に改名
- 常磐津喜代太夫【二世】1793年に名取
- 常磐津喜代太夫【三世】1828年に小文字太夫の三枚目
- 常磐津喜代太夫【四世】1863年に五世小文字太夫の四枚目
- 常磐津喜代太夫【五世】1877年生まれ
- 常磐津麒麟太夫【初世】1886年－1944年
- 常磐津国太夫【初世】1789年－1861年
- 常磐津国太夫【二世】1836年に三世小文字太夫の六番目
- 常磐津国太夫【三世】1906年没
- 常磐津国太夫【四世】1905年で常磐太夫のタテ三味線
- 常磐津国尾太夫【初世】1865年生まれ
- 常磐津組太夫【初世】1793年に二世兼太夫の五番目
- 常磐津組太夫【二世】1801年に初世網太夫の控え
- 常磐津組太夫【三世】1818年に二世小文字太夫の四枚目
- 常磐津組太夫【四世】1801年－1858年（四世組太夫→芝江斎）
- 常磐津組太夫【五世】1838年に小文字太夫の六番目
- 常磐津組太夫【六世】1862年に五世小文字太夫の九番目
- 常磐津組太夫【七世】1846年－1891年
- 常磐津組太夫【八世】1910年に初出
- 常磐津粂太夫【初世】1848年に四世小文字太夫の九番目
- 常磐津小吾妻太夫【初世】1886年－1944年
- 常磐津小兼太夫【初世】1894年に八世小文字太夫の床で初出
- 常磐津小菊太夫【初世】1854年－1913年
- 常磐津小妻太夫【初世】1838年から四世文字太夫のもとで出勤
- 常磐津小常太夫【初世】1901年に初出
- 常磐津小花太夫【初世】1851年－1930年
- 常磐津駒太夫【初世】1813年に二世小文字太夫の五番目
- 常磐津駒太夫【二世】1862年に初世三登勢太夫の四枚目
- 常磐津駒太夫【三世】1849年－1911年
- 常磐津駒太夫【四世】1910年に初出
- 常磐津小政太夫【初世】1819年に三世小文字太夫の八番目
- 常磐津小政太夫【二世】1859年に豊後大掾の七番目
- 常磐津古光太夫【初世】1881年生まれ
- 常磐津小文字太夫【初世】1716年－1764年（富本豊前掾）
- 常磐津小文字太夫【二世】1792年－1819年
- 常磐津小文字太夫【三世】1804年－1862年
- 常磐津小文字太夫【四世】1822年－1869年
- 常磐津小文字太夫【五世】1858年に豊後大掾に養子入りした桐生小文字
- 常磐津小文字太夫【六世】1841年－1872年
- 常磐津小文字太夫【七世】1842年－1906年
- 常磐津小文字太夫【八世】1851年－1930年
- 常磐津小文字太夫【九世】1897年－1951年
- 常磐津小与志太夫【初世】1875年に二世松尾太夫の七番目
- 常磐津小和歌太夫【初世】1872年生まれ
- 常磐津小和佐太夫【初世】1835年－1914年
- 常磐津小和佐太夫【二世】1879年に初出
- 常磐津小和佐太夫【三世】1872年生まれ
- 常磐津小和登太夫【初世】1842年－1906年
- 常磐津咲太夫【初世】1793年に二世兼太夫の四枚目
- 常磐津佐喜太夫【初世】1815年に二世小文字太夫の九番目
- 常磐津佐喜太夫【二世】1847年－1924年
- 常磐津佐喜太夫【三世】1878年－1941年
- 常磐津佐賀太夫【初世】1811年に二世小文字太夫の七番目
- 常磐津佐渡太夫【初世】1784年に四枚目で初出
- 常磐津左名太夫【初世】1763年に若太夫のワキ
- 常磐津左名太夫【二世】1796年に二世文字太夫の三枚目
- 常磐津左名太夫【三世】1777年－1808年
- 常磐津左名太夫【四世】1803年に二世喜代太夫の六番目
- 常磐津左文字太夫【初世】1751年に若狭掾の三枚目
- 常磐津左代太夫【初世】1745年－？
- 常磐津佐和太夫【初世】1862年に岸澤三登勢太夫の八番目
- 常磐津志喜太夫【初世】1835年に三世小文字太夫の七番目
- 常磐津繁太夫【初世】1763年頃－？
- 常磐津繁太夫【二世】1811年に二世小文字太夫の九番目
- 常磐津重太夫【初世】1795年に二世兼太夫の三枚目
- 常磐津志妻太夫【初世】1743年初出－1774年没
- 常磐津志妻太夫【二世】1847年－1924年
- 常磐津志津太夫【初世】1797年に二世兼太夫の控えで初出
- 常磐津志津太夫【二世】1838年に四世文字太夫・四世小文字太夫の五～八番目
- 常磐津志津太夫【三世】1906年没
- 常磐津志津太夫【四世】明治後期の常磐津家元派の太夫方
- 常磐津静太夫【初世】1873年に初出
- 常磐津志名太夫【初世】1808年に二世小文字太夫の控え
- 常磐津松旭翁【初世】1860年生まれ
- 松根亭松寿斎【初世】1709年－1781年（初世常磐津文字太夫の隠居名＝松根亭松寿斎）
- 常磐津松寿斎【二世】1801年に初世網太夫の控え（＝三世兼太夫）　＊8歳で二代目小文字太夫を襲名し、若くして家元を継いだ二代目文字太夫の遺児林之助が跡目争で敗れ、常磐津を破門された二代目兼太夫（吾妻国太夫）が興した一派「吾妻派」に押されていた窮地を補佐して若き家元を守った
- 常磐津松寿斎【（三世）】1861年～1862年　＊タテ三味線不在時の表記
- 常磐津松寿斎【四世】1857年－1924年（＝二世常磐津文字兵衛）　  ＊常磐津・岸澤分裂時における七世常磐津小文字太夫のタテ三味線、1907年の再分離の際の六世常磐津文字太夫のタテ三味線をつとめ、よく家元を補佐した
- 常磐津須賀太夫【初世】1758年－？　＊二世・三世文字太夫の家元補佐・行司役
- 常磐津須賀太夫【二世】1830年－1888年
- 常磐津寿喜登太夫【初世】1858年に五世文字太夫の六番目
- 常磐津鈴鹿太夫【初世】1818年に二世小文字太夫の八番目
- 常磐津須磨太夫【初世】1782年に造酒太夫の三枚目
- 常磐津須磨太夫【二世】1800年～1802年まで控え
- 常磐津須磨太夫【三世】1825年に六番目
- 常磐津須磨太夫【四世】1843年に初出
- 常磐津寿美太夫【初世】1874年に太夫文中・吾妻太夫の七番目
- 常磐津千歌太夫【初世】1811年に二世小文字太夫の四～七番目
- 常磐津千佐太夫【初世】1848年に四世文字太夫の八番目
- 常磐津園太夫【初世】1818年に二世小文字太夫の四枚目
- 常磐津園太夫【二世】1878年に二世松尾太夫の六番目
- 常磐津滝太夫【初世】1818年に二世小文字太夫の控え
- 常磐津民江太夫【初世】1852年に八番目
- 常磐津太夫文中（文中・松寿斎とも）
- 1700後－1799年　二世文字太夫の隠居名
- 1861年－1862年　三味線方筆頭（タテ三味線の出演権が岸澤ではなく常磐津にあることを示したもの）
- 1864年－1865年　六世小文字太夫の前名
- 1873年－1879年　六世小文字太夫没後の家元不在時の空名
- 1886年－1890年　六世小文字太夫没後の家元不在時の空名（七世小文字太夫離縁後）
- 常磐津千歳太夫【初世】1824年に三世小文字太夫の八番目
- 常磐津千歳太夫【二世】1864年に三登勢太夫の三番目　＊岸澤の太夫方
- 常磐津千歳太夫【三世】1878年に初出
- 常磐津千歳太夫【四世】1906年に男女太夫の三番目
- 常磐津都賀太夫【初世】1803年に網太夫の控え
- 常磐津都賀太夫【二世】1848年に四世文字太夫の八番目
- 常磐津司太夫【初世】1839年に初出
- 常磐津網太夫【初世】1761年－1814年　＊二世小文字太夫を支えた人
- 常磐津網太夫【二世】1801年に初世網太夫の控え
- 常磐津綱太夫【三世】1830年に五番目
- 常磐津綱太夫【四世】1846年に四世小文字太夫の六番目
- 常磐津都満太夫【初世】1840年からしばしば名前が見える
- 常磐津都満太夫【二世】1860年生まれ
- 常磐津妻太夫【初世】1860年に豊後大掾の控え
- 常磐津出羽太夫【初世】1819年に二世小文字太夫の四枚目
- 常磐津登喜太夫【初世】1898年に初出
- 常磐津常磐太夫【初世】1790年に二世兼太夫の七番目
- 常磐津常磐太夫【二世】1815年に二世小文字太夫の八番目
- 常磐津登久太夫【初世】1847年に四世文字太夫の七番目
- 常磐津登国太夫【初世】1852年に豊後大掾の九番目
- 常磐津歳太夫【初世】1796年に七～八番目
- 常磐津都島太夫【初世】1848年に四世文字太夫の八番目
- 常磐津都島太夫【初世】1847年－1923年
- 常磐津都名太夫【初世】1766年に若太夫の三枚目
- 常磐津登名太夫【初世】1803年に二世喜代太夫の五～六番目
- 常磐津富太夫【初世】1776年に造酒太夫の五番目
- 常磐津豊太夫【初世】1780年に初出　富士岡豊太夫のこと
- 常磐津豊太夫【二世】1809年に二世小文字太夫の九番目
- 常磐津豊太夫【三世】1861年に六世兼太夫の三枚目
- 常磐津豊志太夫【初世】1846年－1891年
- 常磐津豊勢太夫【初世】1866年に六世小文字太夫の十二番目
- 常磐津豊島太夫【初世】1861年に吾妻太夫の五番目
- 常磐津仲太夫【初世】1755年に初出
- 常磐津仲太夫【二世】1770年に若太夫のワキ
- 常磐津仲太夫【三世】1797年に二世兼太夫の三枚目
- 常磐津仲太夫【四世】1841年に四世文字太夫の四枚目
- 常磐津長尾太夫【初世】1871年に六世小文字太夫の六番目
- 常磐津長尾太夫【二世】1901年－1947年
- 常磐津仲男太夫【初世】1865年生まれ
- 常磐津長門太夫【初世】1784年にワキ（初出）
- 常磐津長門太夫【二世】1777年－1808年
- 常磐津長門太夫【三世】1809年に二世小文字太夫の十番目
- 常磐津長門太夫【四世】1824年に四番目
- 常磐津長門太夫【五世】1836年－1927年
- 常磐津長門太夫【六世】1910年に初出
- 常磐津浪花太夫【初世】1851年－1930年
- 常磐津浪花太夫【二世】1889年に八世小文字太夫の六番目
- 常磐津奈美太夫【初世】1774年に奈美太夫に改名
- 常磐津鳴門太夫【初世】1789年－1861年
- 常磐津鳴門太夫【二世】1827年に初出
- 常磐津鳴門太夫【三世】1841年に四世文字太夫の五番目
- 常磐津鳴門太夫【四世？】1885年－1945年
- 常磐津錦太夫【初世】1879年生まれ
- 常磐津巴勢太夫【初世】1839年に初出
- 常磐津春太夫【初世】1765年に若太夫の四枚目
- 常磐津春太夫【二世】1761年－1814年　＊二世小文字太夫を支えた人
- 常磐津久太夫【初世】1787年に三枚目で初出
- 常磐津久太夫【二世】1799年～1814年まで控え
- 常磐津秀太夫【初世】1809年に綱太夫の四枚目
- 常磐津秀太夫【二世】1871年に六世小文字太夫の六番目
- 常磐津富士太夫【初世】1745年に初出
- 常磐津富士太夫【二世】1800年に初世網太夫の三枚目
- 常磐津富士太夫【三世】1817年に二世小文字太夫の七番目
- 常磐津文美太夫【初世】1882年－1947年
- 常磐津文賀太夫【初世】1838年から四世文字太夫のもとで出勤
- 常磐津豊後大掾【初世】1804年－1862年
- 常磐津豊後大掾【二世】1851年－1930年
- 常磐津政太夫【初世】1759年－1799年　＊二世文字太夫をよく補佐した後継者の一人
- 常磐津政太夫【二世】1789年－1861年
- 常磐津政太夫【三世】1819年に三世小文字太夫の八番目
- 常磐津政太夫【四世】1858年に五世文字太夫の六番目
- 常磐津政太夫【五世】1863年－1905年　常磐津家元の行司・番頭
- 常磐津政太夫【六世】1893年－1947年　＊弟が七世文字太夫
- 常磐津政子太夫【初世】1803年に二世喜代太夫の九～十番目
- 常磐津真砂太夫【初世】1838年に四世文字太夫の六番目
- 常磐津真砂太夫【二世】1864年に太夫文中の九番目
- 常磐津政寿太夫【初世】1863年に五世小文字太夫の二十一番目
- 常磐津松太夫【初世】1830年に小文字太夫の六番目
- 常磐津松太夫【二世】1839年に四世文字太夫の控え
- 常磐津松太夫【三世】1880年に七世小文字太夫の十二番目
- 常磐津松尾太夫【初世】1830年に小文字太夫の八番目
- 常磐津松尾太夫【二世】1842年－1906年
- 常磐津松尾太夫【三世】1875年－1947年
- 常磐津松寿太夫【初世】1885年生まれ
- 常磐津丸太夫【初世】1846年生まれ
- 常磐津三浦太夫【初世】1847年に三世政太夫の四枚目
- 常磐津三家登太夫【初世】1852年に豊後大掾の十一番目
- 常磐津三国太夫【初世】1824年に七番目
- 常磐津三国太夫【二世】1839年に四世文字太夫の十一番目
- 常磐津三国太夫【三世】1872年に六世小文字太夫の控え
- 常磐津三国太夫【四世】1900年に初出
- 常磐津造酒太夫【初世】1745年に初出
- 常磐津造酒太夫【二世】1738年－1794年
- 常磐津造酒太夫【三世】1790年に三枚目で初出
- 常磐津造酒太夫【四世】1804年に網太夫の控え
- 常磐津造酒太夫【五世】1838年から四世文字太夫のもとで出勤
- 常磐津三笠太夫【初世】1846年に四世小文字太夫の七番目
- 常磐津操太夫【初世】1860年生まれ
- 常磐津美砂太夫【初世】1875年に二世松尾太夫の六番目
- 常磐津三千太夫【初世】1869年に六世小文字太夫の控え
- 常磐津三都太夫【初世】1838年に四世文字太夫の七番目
- 常磐津三都太夫【二世】1873年に初出
- 常磐津三都太夫【三世】1878年－1941年
- 常磐津光太夫【初世】1846年－1891年
- 常磐津三男太夫【初世】1861年に豊後大掾の控え
- 常磐津緑太夫【初世】1828年に三世小文字太夫の控え
- 常磐津緑太夫【初世】1856年に豊後大掾の控え
- 常磐津三登勢太夫【初世】1844年に四世文字太夫の控えで初出
- 常磐津三登勢太夫【二世】1875年－1947年
- 常磐津三登勢太夫【三世？】1906年に初出
- 常磐津湊太夫【初世】1763年に若太夫の三枚目
- 常磐津美名登太夫【初世】1863年に五世小文字太夫の十三番目
- 常磐津三満寿太夫【初世】1853年に控え
- 常磐津宮太夫【初世】1910年に初出
- 常磐津都太夫【初世】1857年に豊後大掾の十一番目　＊明治期に常磐津家元をよく補佐した長老
- 常磐津都太夫【二世】1854年－1913年
- 常磐津宮戸太夫【初世】1852年に豊後大掾の十一番目
- 常磐津三勇喜太夫【初世】1849年－1911年
- 常磐津美代太夫【初世】1815年に二世小文字太夫の控え
- 常磐津三代太夫【初世】1851年に豊後大掾の十番目
- 常磐津三輪太夫【初世】1770年に文字太夫の四枚目
- 常磐津三輪太夫【二世】1802年に初世伊勢太夫の四枚目
- 常磐津三輪太夫【三世】1839年に四世文字太夫の十二番目
- 常磐津三輪太夫【四世】1859年に豊後大掾の七番目
- 常磐津文字太夫【初世】1709年－1781年[11]
- 常磐津文字太夫【二世】1731年－1799年
- 常磐津文字太夫【三世】1792年－1819年
- 常磐津文字太夫【四世】1804年－1862年
- 常磐津文字太夫【五世】1822年－1869年
- 常磐津文字太夫【六世】1851年－1930年
- 常磐津文字太夫【七世】1897年－1951年
- 常磐津八重太夫【初世】1795年に四枚目
- 常磐津八重太夫【二世】1793年に名取
- 常磐津八重太夫【三世】1823年に八番目
- 常磐津八重太夫【四世】1846年に四世小文字太夫の六番目
- 常磐津八重太夫【五世】1875年に二世松尾太夫の七番目
- 常磐津八島太夫【初世】1822年－1887年
- 常磐津家寿太夫【初世】1879年に七世小文字太夫の十一番目
- 常磐津八十太夫【初世】1779年に初世兼太夫の四枚目
- 常磐津八野太夫【初世】1839年－1906年
- 常磐津八野太夫【二世】1861年に初出
- 常磐津弥生太夫【初世】1865年生まれ
- 常磐津百合太夫【初世】1769年に若太夫の三枚目
- 常磐津芳太夫【初世】1743年－1825年
- 常磐津芳太夫【二世】1875年に初出
- 常磐津理喜太夫【初世】1818年に七番目
- 常磐津林中【初世】1842年－1906年
- 常磐津林中【二世】1878年－1919年
- 常磐津禄太夫【初世】1850年－1915年
- 常磐津魯僊【初世】1835年－1914年
- 常磐津若翁【初世】1816年－1899年
- 常磐津若太夫【初世】1751年に若狭掾のワキ
- 常磐津若太夫【二世】？～1829年
- 常磐津若太夫【三世】？－1839年
- 常磐津若太夫【四世】1816年－1899年
- 常磐津若太夫【五世】1879年に初出
- 常磐津若太夫【六世】1872年生まれ（和歌太夫）
- 常磐津若太夫【七世】1871年－1962年
- 常磐津和歌太夫【初世】1816年－1899年
- 常磐津和歌太夫【二世】1879年に初出
- 常磐津若男太夫【初世】1854年－1913年
- 常磐津若喜太夫【初世】1872年生まれ
- 常磐津和歌左太夫【初世】1817年に二世小文字太夫の八番目
- 常磐津和歌佐太夫【二世】1836年－1927年
- 常磐津若狭太夫【初世】1796年に二世文字太夫の四枚目
- 常磐津若佐太夫【二世】1836年－1927年
- 常磐津若寿太夫【初世】1883年に七世小文字太夫の十三番目
- 常磐津若登太夫【初世】1902年に六世文字太夫のツレ　＊関東大震災時に常磐津家元代々の宝を自宅を犠牲にし救出した功労者
- 常磐津和喜太夫【初世】1827年に四枚目
- 常磐津和国太夫【初世】1845年に吾妻太夫のワキ
- 常磐津和佐太夫【初世】1816年－1899年
- 常磐津和佐太夫【二世】1835年－1914年
- 常磐津和佐太夫【三世】1847年－1924年
- 常磐津和佐太夫【四世】1854年－1942年
- 常磐津和佐男太夫【初世】1854年－1913年
- 常磐津和登太夫【初世】1832年に三世小文字太夫の六番目

### 常磐津・三味線方
- 常磐津栄寿【初世】明治初期の常磐津家元派の三味線方
- 常磐津伊勢蔵【初世】明治初期の常磐津家元派の三味線方
- 常磐津勝蔵【初世】1846年生まれ
- 常磐津兼吉【初世】1875年－1947年
- 常磐津兼蔵【初世】1851年に豊後大掾で五番目
- 常磐津菊之助【初世】1886年－1923年
- 常磐津麒麟【初世】1886年－1944年
- 常磐津金蔵【初世】1846年生まれ
- 常磐津九蔵【初世】1841年－1879年
- 常磐津佐喜蔵【初世】1865年に六世小文字太夫・初世文字兵衛の上調子
- 常磐津佐登吉【初世】1872年六世小文字太夫・初世文字兵衛の七番目
- 常磐津三郎助【初世】1830年－1896年
- 常磐津三吉【初世】1851年－1930年
- 常磐津三吉【二世】1846年に四世文字太夫・五世岸澤式佐の上調子
- 常磐津三七【初世】天保から安政期の上調子
- 常磐津三四郎【初世】1850年に四世文字太夫・五世式佐で六番目
- 常磐津三重郎【初世】1852年に豊後大掾・五世式佐の五番目で初出
- 常磐津三蔵【二世】1878年－1945年
- 常磐津三平【初世】1851年に初出
- 常磐津式松【初世】1878年－1945年
- 常磐津芝江【初世】1841年－1879年
- 常磐津芝江【二世】1841年－1917年
- 常磐津芝喜作【二世】1841年－1917年　＊初世は岸澤
- 常磐津寿助【初世】1883年－1926年
- 常磐津滝松【初世】明治初期の常磐津家元派の三味線方
- 常磐津妻太郎【初世】明治初期の常磐津家元派の三味線方
- 常磐津藤兵衛【初世】1883年に七世小文字太夫・六世式佐の八番目
- 常磐津登美八【初世】1864年に三登勢太夫・六世式佐で七番目
- 常磐津豊蔵【初世】1904年に初出
- 常磐津仲助【初世】1862年－三登勢太夫・六世式佐の控え
- 常磐津文左【初世】幕末期から明治初期の常磐津派の三味線方
- 常磐津文調【初世】1862年に五世小文字太夫・初世文字兵衛で初出
- 常磐津文之助【初世】1895年に初出
- 常磐津豊寿斎【初世】1821年－1877年
- 常磐津美寿八【初世】1856年に豊後大掾・古式部で初出
- 常磐津文字三郎【初世】1861年に吾妻太夫・文字助で上調子
- 常磐津文字助【初世】1821年－1877年
- 常磐津文字助【二世】1883年－1926年
- 常磐津文字太郎【初世】1841年－1911年
- 常磐津文字兵衛【初世】1839年－1906年
- 常磐津文字兵衛【二世】1857年－1924年
- 常磐津八百八【初世】1821年－1877年
- 常磐津八百八【二世】1857年－1924年

### 岸澤派・浄瑠璃方
- 岸澤吾妻太夫【初世】1846年生まれ
- 岸澤綾勢太夫【二世】1863年に岸澤三登勢太夫の八番目　＊初世は常磐津
- 岸澤喜代太夫【初世】1863年に岸澤三登勢太夫の八番目
- 岸澤小佐太夫【初世】1862年に九番目
- 岸澤兼太夫【初世】1822年－1887年
- 岸澤兼太夫【二世】1847年－1923年
- 岸澤喜勢太夫【初世】1862年に岸澤三登勢太夫の五番目
- 岸澤喜遊斎【初世】1870年に三登勢太夫の三枚目
- 岸澤国太夫【初世】1809年－1876年
- 岸澤古笹太夫【初世】1871年に三登勢太夫の八番目
- 岸澤駒登太夫【初世】1862年に岸澤三登勢太夫の九番目
- 岸澤佐喜太夫【初世】1869年に岸澤三登勢太夫の三枚目
- 岸澤佐和太夫【初世】1862年に岸澤三登勢太夫の八番目
- 岸澤式登太夫【初世】1809年－1876年
- 岸澤千スト太夫【初世】明治期の太夫方
- 岸澤千歳太夫【二世】1864年に三登勢太夫の三枚目　＊初世・三世は常磐津
- 岸澤都賀太夫【初世】1864年に三登勢太夫の七番目
- 岸澤都島太夫【初世】1848年に四世文字太夫の八番目
- 岸澤綱太夫【初世】1866年に初出
- 岸澤登美太夫【初世】1865年に岸澤三登勢太夫の四枚目
- 岸澤仲太夫【四世】1846年生まれ
- 岸澤政太夫【初世】1862年に三登勢太夫の四枚目
- 岸澤丸太夫【初世】1853年生まれ
- 岸澤三都太夫【初世】1847年－1924年
- 岸澤三登勢太夫【初世】1844年に四世文字太夫の控えで初出
- 岸澤八重太夫【初世】1866年に初出
- 岸澤八重太夫【二世】1872年に三登勢太夫の十番目
- 岸澤和佐太夫【初世】1816年－1899年

### 岸澤派・三味線方
- 岸澤伊佐吉【初世】1847年に五世式佐の上調子
- 岸澤市五郎【初世】1750年ごろの生まれ
- 岸澤市五郎【二世】1798年に三世古式部の上調子控え
- 岸澤市三郎【初世】1795年に二世九蔵の上調子
- 岸澤市治【初世】1753年－1823年
- 岸澤市治郎【初世】1798年に三世古式部の上調子控え
- 岸澤市治郎【二世】1808年に三世古式部の上調子
- 岸澤市蔵【初世】1779年に二世古式部の上調子
- 岸澤市蔵【二世】1798年－1861年
- 岸澤市太郎【初世】1832年に市蔵の上調子控え
- 岸澤梅八【初世】1810年に三世古式部・二世右和佐の上調子
- 岸澤右和佐【初世】1753年－1823年
- 岸澤右和佐【二世】1774年～1823年？
- 岸澤右和佐【三世】1795年に二世九蔵の上調子
- 岸澤右和佐【四世】1841年－1908年
- 岸澤悦吉【初世】1794年に二世式佐の上調子
- 岸澤園蔵【初世】幕末期から明治期の常磐津家元派の三味線方
- 岸澤勝次【初世】1790年に鳥羽屋里長の上調子控え
- 岸澤勝蔵【初世】1846年生まれ
- 岸澤兼吉【初世】文政～天保初期の三味線方
- 岸澤兼翁【初世】1841年－1911年
- 岸澤兼助【初世】1841年－1911年
- 岸澤兼八【初世】1797年に二世鳥羽屋里長・二世里桂の上調子
- 岸澤可龍【初世】1810年に三世古式部・四世式佐の上調子
- 岸澤菊之助【初世】1886年－1923年
- 岸澤亀石【初世】天明初期の三味線方
- 岸澤吉五郎【初世】1798年に二世九蔵の上調子
- 岸澤吉四郎【初世】天保期の上調子
- 岸澤吉蔵【初世】1754年に佐々木市蔵の上調子
- 岸澤吉蔵【二世】1784年に二世古式部の上調子
- 岸澤喜代吉【初世】1864年に三登勢太夫・六世式佐に初出
- 岸澤金蔵【初世】1784年に初世九蔵の上調子
- 岸澤金蔵【二世】1830年に五世式佐の上調子
- 岸澤金蔵【三世】1856年に古式部・巳佐吉の控え
- 岸澤金蔵【四世】1846年生まれ
- 岸澤金八【初世】1847年に五世式佐の上調子
- 岸澤金弥【初世】1784年に初世九蔵の上調子
- 岸澤九蔵【初世】1769年に二世古式部の上調子
- 岸澤九蔵【二世】1774年～1823年？
- 岸澤九蔵【三世】1838年－1906年
- 岸澤九蔵【四世】1862年－三登勢太夫・六世式佐の控え
- 岸澤九二八【初世】1809年に三世古式部・二世九蔵の上調子
- 岸澤粂蔵【初世】1807年に三世古式部の上調子
- 岸澤古市【初世】1822年に二世右和佐の上調子
- 岸澤古吉【初世】化政期に三世古式部の上調子を弾いた人
- 右和佐古式部【初世】豊後節時代の三味線弾き　＊初世古式部
- 岸澤古式部【二世】1730年－1783年
- 岸澤古式部【三世】1753年－1823年
- 岸澤古式部【四世】1806年－1866年
- 岸澤古式部【五世】1833年－1898年
- 岸澤古式部【六世】1838年－1906年
- 岸澤古式部【七世】1859年－1944年
- 岸澤語助【初世】文政後期の上調子
- 岸澤古手九【初世】明治初期の三味線方
- 岸澤古藤治【初世】化政期に二世右和佐の上調子を弾いた人
- 岸澤古錦【初世】化政期に三世古式部の上調子を弾いた人
- 岸澤古野八【初世】1808年に四世式佐の上調子
- 岸澤小和佐【初世】1878年－1945年
- 岸澤佐吉【初世】1815年に初世右和佐（三世古式部）の上調子
- 岸澤佐九蔵【初世】1832年に市蔵の上調子控え
- 岸澤三郎助【初世】1830年－1896年
- 岸澤三松【初世】嘉永から安政期の上調子
- 岸澤佐代七【初世】1883年－1926年
- 岸澤三蔵【初世】1803年－1874年　＊1865年に「都の錦（みやこのにしき）」「老の戯言（おいのたわごと）」を発刊
- 岸澤三五郎【初世】1811年に三世古式部の上調子
- 岸澤三七【初世】天保から安政期の上調子
- 岸澤三重郎【初世】1852年に豊後大掾・五世式佐の五番目で初出
- 岸澤三太郎【初世】天保後期から嘉永期の上調子
- 岸澤三調【初世】天保後期の上調子
- 岸澤三八【初世】天保期～嘉永期の上調子
- 岸澤式五郎【初世】1895年に初出
- 岸澤式佐【初世】1730年－1783年
- 岸澤式佐【二世】1753年－1823年
- 岸澤式佐【三世】1774年～1823年？
- 岸澤式佐【四世】1772年－1822年
- 岸澤式佐【五世】1806年－1866年
- 岸澤式佐【六世】1833年－1898年
- 岸澤式佐【七世】1859年－1944年
- 岸澤式佐【八世】1859年－1944年
- 岸澤芝喜作【初世】安政期の上調子
- 岸澤芝喜作【二世】1878年－1919年
- 岸澤式三郎【初世】1862年－三登勢太夫・六世式佐の控え
- 岸澤式蔵【初世】1806年に三世古式部の上調子
- 岸澤式蔵【二世】1847年－1924年
- 岸澤式蔵【三世】1888年に園太夫のタテ三味線
- 岸澤式之助【初世】1830年－1896年
- 岸澤式之助【二世】1862年に控えで初出
- 岸澤式松【初世】1847年に初出　腕が良いため四世古式部に目をかけられた
- 岸澤式松【二世】1878年－1945年
- 岸澤式松【初世】1895年生まれ
- 岸澤重五郎【初世】1794年に二世九蔵の上調子
- 岸澤重五郎【二世】1831年に五世式佐の上調子
- 岸澤寿佐久【初世】1870年－1919年
- 岸澤寿助【初世】1833年に五世式佐の五番目
- 岸澤寿助【二世】1883年－1926年
- 岸澤扇蔵【初世】1822年に二世右和佐の上調子
- 岸澤政治【初世】1791年に二世九蔵の上調子
- 岸澤惣吉【初世】1776年に二世古式部の控え
- 岸澤惣八【初世】天保期の上調子
- 岸澤園八【初世】天保期の上調子
- 岸澤竹遊斎【初世】1806年－1866年
- 岸澤竹遊【初世】1838年－1906年
- 岸澤歳蔵【初世】弘化から安政期の上調子
- 岸澤登美八【初世】1864年に三登勢太夫・六世式佐で七番目
- 岸澤友治【初世】天保期の上調子
- 岸澤仲助【初世】1806年－1866年
- 岸澤仲助【二世】1822年に松蔵の上調子控え
- 岸澤仲助【三世】1838年－1906年
- 岸澤仲助【四世】1870年－1919年
- 岸澤仲助【五世】1886年生まれ
- 岸澤八五郎【初世】1798年－1861年
- 岸澤八五郎【二世】1822年に二世右和佐の上調子
- 岸澤百松【初世】1841年－1911年
- 岸澤文左【初世】1839年－1906年
- 岸澤文左衛門【初世】1822年に松蔵の上調子控え
- 岸澤文左衛門【二世】1833年に五世式佐の上調子
- 岸澤文左衛門【三世】1841年－1917年
- 岸澤文治【初世】1841年－1917年
- 岸澤文車【初世】1776年に二世古式部の控え
- 岸澤文蔵【初世】1772年－1822年
- 岸澤文蔵【二世】1810年に三世古式部・四世式佐の上調子
- 岸澤文之助【初世】1895年に初出
- 岸澤松蔵【初世】1811年に三世古式部の上調子
- 岸澤松蔵【二世】1857年－1924年
- 岸澤松蔵【三世】1905年で常磐太夫のタテ三味線
- 岸澤万吉【初世】文政・天保期の三味線方
- 岸澤万蔵【初世】1782年に上調子（岸澤万蔵・鳥羽屋万蔵・故沢万蔵）
- 岸澤巳佐吉【初世】1833年－1898年
- 岸澤巳佐吉【二世】1859年－1944年
- 岸澤巳佐吉【三世】1870年－1919年
- 岸澤三治【初世】1841年に五世式佐の上調子控え
- 岸澤巳都次郎【初世】1904年に初出
- 岸澤三助【初世】天保後期から嘉永期の上調子
- 岸澤文字太郎【初世】1841年－1911年
- 岸澤文字八【初世】1838年で五世式佐の上調子　初世文字兵衛の師
- 岸澤文字八【二世】1878年－1919年
- 岸澤文字兵衛【初世】1839年－1906年
- 岸澤文字兵衛【二世】1857年－1924年
- 岸澤八百蔵（初世）1884年に七世小文字太夫・六世式佐の四番目
- 岸澤八百八【初世】1821年－1877年
- 岸澤八百八【二世】1857年－1924年
- 岸澤安治【初世】1804年に三世古式部の上調子
- 岸澤八寿次【初世】1859年に六世式佐の上調子控え
- 岸澤八十松【初世】1839年－1906年
- 岸澤鯉鮒助【初世】1810年に三世古式部の上調子
- 岸澤鯉鮒助【二世】文政・天保期の三味線方
- 岸澤里夕【初世】？～1821年没
- 岸澤蓮助【二世】文政・天保期の三味線方
- 岸澤芦吉【初世】1779年に佐々木市四郎・佐々木長春の上調子
- 岸澤和歌吉【初世】天保から安政期の三味線方
- 岸澤和助【初世】1822年に松蔵の上調子控え（初世和助→二世仲助→初世文左衛門）
- 岸澤和助【二世】文政後期から天保前期の上調子
- 初世常磐津文字太夫が宮古路文字太夫の時代に初めてタテ三味線をつとめた「片岡四郎三郎」、「佐々木」「鳥羽屋」「花房」など岸澤以外の三味線方、別派を興した「富士岡」「豊名賀」「吾妻」「菊菱」については、竹内有一編著『常磐津節演奏者名鑑』常磐津節保存会(文化庁補助事業)《第1巻(2012年)～第7巻(2018年)》を参照のこと
- 女流については、天保15年（1844年）には「名取の男女門人六百四拾人余り、また弟子ども凡六千人ほど（青葱堂冬圃著『まさかのかづら』嘉永末年頃成立）」とあり、その裏には女流師匠連の活躍が目覚ましいが、江戸時代の情報がほとんど残っていない。大正・昭和年間の女流については、竹内有一編著『常磐津節演奏者名鑑』常磐津節保存会(文化庁補助事業)《第4巻(2015年)》を参照のこと